# Ammi huntii
Ammi huntii — вид трав'янистих рослин з родини окружкові (Apiaceae), ендемік Азорських островів.

## Етимологія
Вид названо на честь Томаса Кар'ю Ганта (англ. Thomas Carew Hunt, 1808—1886), британського дипломата, британського консула та любителя ботаніки, який зібрав важливу колекцію екземплярів, що знаходяться в гербарії Королівських ботанічних садів Кью; він був британським консулом на Азорських островах у 1839—1848 роках.

## Опис
Однорічна рослина або дворічна, досягає 1(1.5) м висоти. Стебла потовщуються до основи, жорсткі. Листки 2–3-перисті. Квіти з 5 білими однаковими пелюстками, у відкритих термінальних зонтиках. У зонтиків є 5–20 променів, найбільші довжиною до 5 см.

## Поширення
Ендемік Азорських островів (всі острови крім Терсейри).